# 버드 앤더슨

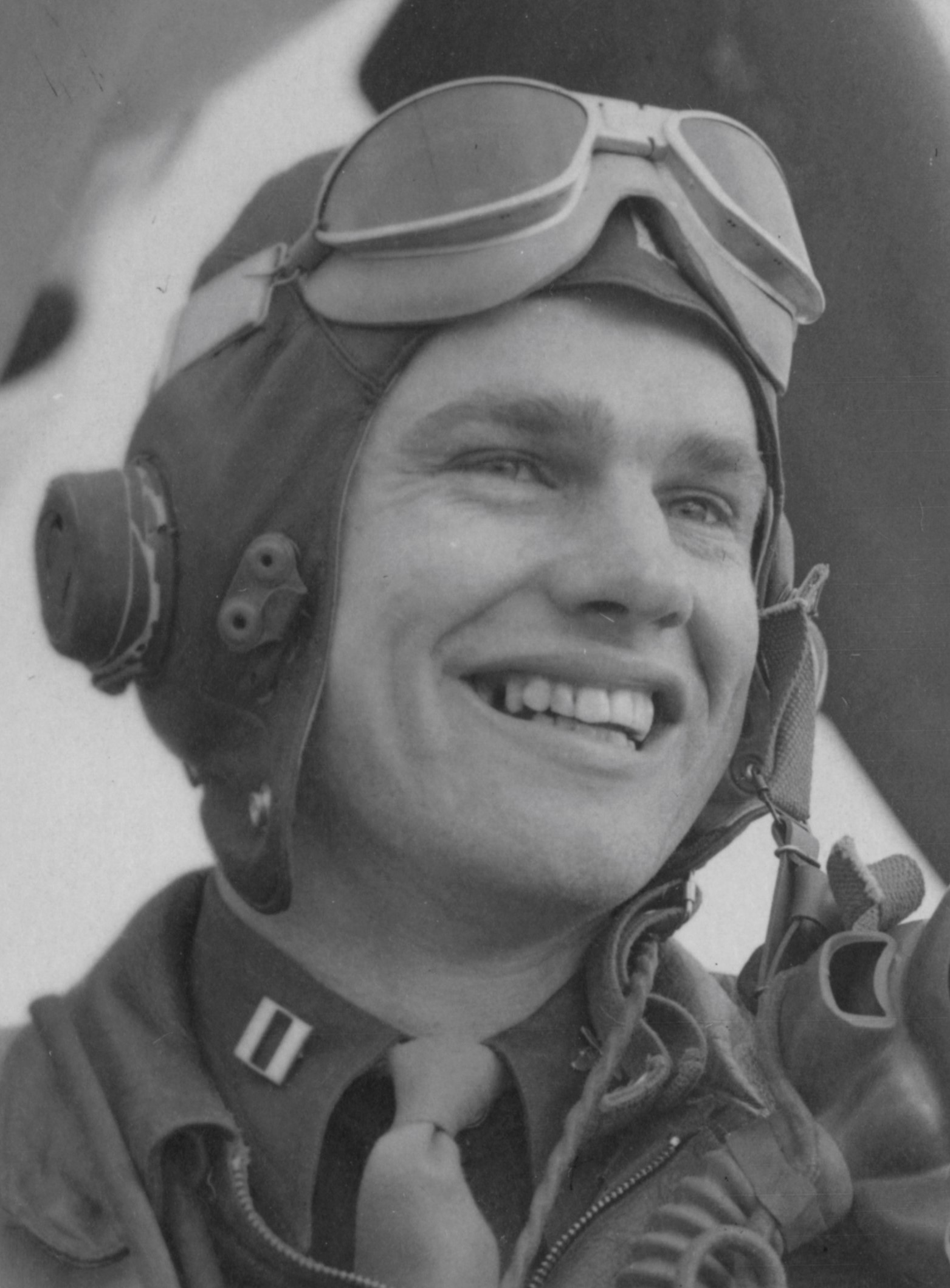
1944년 모습

버드 앤더슨(Bud Anderson, 본명: 클라렌스 에밀 "버드" 앤더슨, Clarence Emil "Bud" Anderson, 1922년 1월 13일 ~ 2024년 5월 17일)은 미국 공군 장교이자 제2차 세계 대전의 트리플 에이스였다. 전쟁 중 그는 P-51 머스탱 편대에서 가장 높은 점수를 받은 비행 에이스였다.
1944년 앤더슨의 두 번의 유럽 전투 여행이 끝날 무렵 그는 22세의 나이로 소령으로 진급했다. 이는 전시에서 매우 효과적인 장교라 할지라도 어린 나이였다. 그 후 그는 시험 조종사, 전투기 비행대 및 비행 사령관이 되어 베트남 전쟁에 참전했다.
앤더슨은 1972년 대령으로 퇴역한 후 맥도널 더글러스에서 비행 시험 관리 업무를 맡았다. 국립 항공 명예의 전당 회원인 그는 90대에도 항공 및 군사 행사에서 계속 연설했다. 2022년에는 준장으로 명예 진급했다.